# Cerro Catedral (Uruguai)
Nota: Se procura pela montanha da Argentina, consulte Cerro Catedral.

O Cerro Catedral ou Cerro Cordilheira (Cerro Cordillera) é o ponto mais alto do território uruguaio, com 513,66 metros de altitude. Encontra-se no norte do departamento de Maldonado, município de Aiguá, e pertence à chamada Serra Carapé (Sierra Carapé), que constitui um dos ramais da Cordilheira Grande. Seu nome provém das curiosas formas das elevações rochosas de seu topo, que são muito características em algumas zonas do sul do país. 

## História
Até 1973, pensava-se que o Cerro de las Ánimas, com seus 501 metros de altitude, fosse o ponto mais elevado do país. Todavia, naquele mesmo ano, um grupo de especialistas do Serviço Geográfico Militar uruguaio detetou o Cerro Catedral uns metros mais alto, mudando o que se pensava até aquele momento.

## Geografia

### Localização e geologia

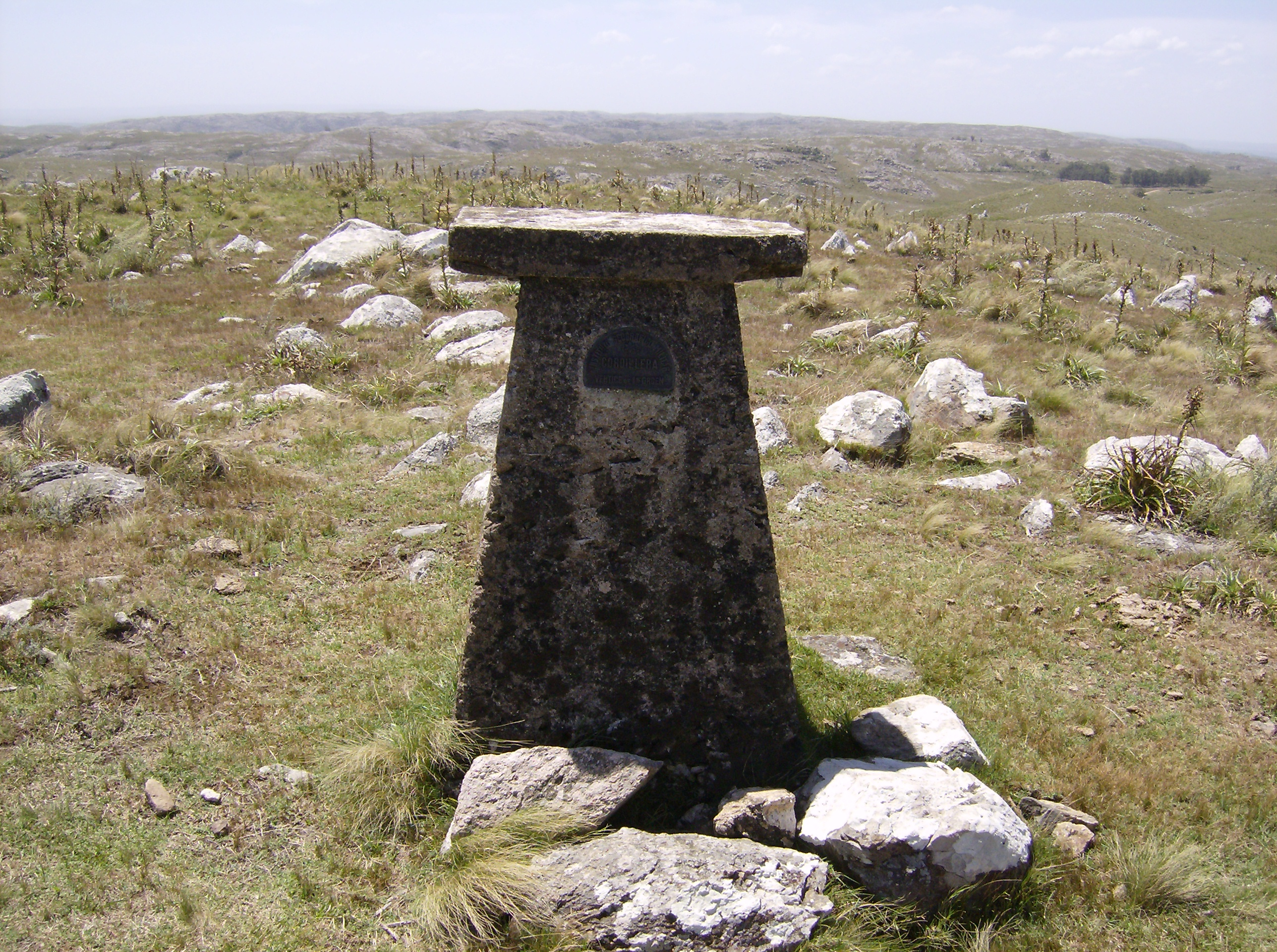
Marco geodésico que indica o topo.

A Serra Carapé, formada no período Pré-Cambriano, cruza o Departamento de Maldonado de oeste para leste e entra no Departamento de Rocha. Ela constitui a fronteira entre os departamentos de Lavalleja e Maldonado. O Cerro Catedral, ou Cerro Cordilheira, está situado na região de Las Cañas, na 8.ª Seção Judicial e na 9ª Seção Policial do Departamento de Maldonado. Nas proximidades do Cerro nascem o Arroio José Ignacio, que corre de norte a sul, e o Arroio Coronilla, que, com direção noroeste, desagua em Aiguá.
O cerro está localizado na área da Serra cuja formação é principalmente granítica e gnáissica.

### Vegetação
Nas partes mais altas do Cerro Catedral, a vegetação praticamente não existe, com a ocorrência ocasional de um arbusto chamado murta entre as rochas. Acima da altitude de 400 metros, predominam as gramíneas duras, vegetação xerófila, carqueja e marcela.

### Clima
O clima neste local é subtropical úmido ou temperado, com verões amenos e invernos relativamente frios, com geadas frequentes. Os ventos fortes são constantes e as chuvas são distribuídas regularmente durante o ano. A queda de neve não é algo comum.